# Prunet (Ardèche)
Prunet é uma comuna francesa na região administrativa de Auvérnia-Ródano-Alpes, no departamento de Ardèche. Estende-se por uma área de 8,81 km². Em 2010 a comuna tinha 139 habitantes (densidade: 15,8 hab./km²).